# Птушкин, Владимир Михайлович
Птушкин Владимир Михайлович (29 января 1949, Луганск — 13 апреля 2022, Харьков) — советский и украинский композитор, пианист, педагог, заслуженный деятель искусств Украины (1993), народный артист Украины (2009), профессор.

## Биография
Владимир Михайлович Птушкин родился 29 января 1949 года в городе Луганске (УССР).
Учился в Харьковском институте искусств (ныне Харьковский национальный университет искусств имени И. П. Котляревского). В 1972 году он окончил фортепианный факультет (класс доцента Р. Папковой), а затем, в 1973 году — композиторский (класс профессора Д. Клебанова). Ещё во время учёбы начал работать концертмейстером в Харьковском институте искусств.
С 1972 году начал работать заведующим музыкальной частью Харьковского драматического театра имени А. С. Пушкина. Параллельно с 1978 года работал на должности преподавателя композиции детской музыкальной школы № 10.
В 1993 году В. Птушкину присвоено звание заслуженный деятель искусств Украины, в 1997 и 2011 годах становился лауреатом Всеукраинского конкурса имени В. Косенко, а в 1998 году — лауреатом Муниципальной премии имени И. Слатина. В. М. Птушкин в 2003 году принял участие в Международном композиторском конкурсе, посвящённом 300-летию С.-Петербурга и стал его лауреатом. Член Национального союза композиторов Украины.
Творчество Владимира Птушкина известно далеко за пределами родного города и страны. Его произведения на протяжении многих лет завоевали признание в разных слушателей и охватывают почти все музыкальные жанры. Это известная опера «Дива дивные» (премьера состоялась в г. Днепропетровске), большое количество инструментальных концертов, симфонии, камерные и хоровые произведения, кантаты и вокальные циклы на стихи поэтов: Данте, Ахматовой, Пушкина, Чичибабина, поэтов эпохи Возрождения.
Известные широкой общественности и его музыкальные произведения для детей: «Дива дивные» (по сказке А. Пушкина, 1986), детские мюзиклы — «Солдат и Настенька» (1980), «Ну-ка, Гулливер» (1982), «Приключения Бартеши» (1983), «Деревянный король» (1993) и др.
В. М. Птушкин известен своими музыкальными произведениями для театральных представлений. Его музыка сопровождала более 30 спектаклей в Харьковском драматическом театре имени А. С. Пушкинаа. Среди них спектакль по пьесе А. Островского «Последняя жертва», «Макбет» В. Шекспира, «Последнее лето» К. Симонова и многие другие.
Музыка В. Птушкина благодаря простоте и также современности стиля, человечности интонаций обрела вторую жизнь в виде самостоятельных современных произведений. Это фортепианные ансамбли-сюиты «Мещанин во дворянстве», «Виндзорские проказницы», «Земное и возвышенное», романс «Храни меня, мой талисман» и много других произведений.
В. М. Птушкин лично принимал участие в исполнении своих произведений во многих концертах разных городов страны и за её пределами. Много выступал как солист-пианист и концертмейстер. В его творчестве значительное место занимают фортепианные сочинения, которые с успехом исполняются в концертах, на различных международных конкурсах, таких как конкурс Владимира Крайнева в г. Харькове, Памяти Владимира Горовца в г. Киеве, имени Д. Шостаковича в Москве и др.
В. М. Птушкин общался с деятелями искусств из многих стран мира. Музыку композитора знают в России, Польше, Сербии, Франции, США, Германии, Швейцарии, Македонии, Венгрии и во многих городах Украины.
В. М. Птушкин — автор духовной кантаты на латинский канонический текст в Ватикане. Многие произведения композитора вошли в Фонд Национального Радио Украины.
Особое место в творчестве автора занимает музыка, написанная более чем к 40 спектаклям драматических театров Харькова, Москвы, Тбилиси, Чернигова, Ужгорода.
Композитор давал авторские концерты в Колонном зале им. Лысенко, в Национальной филармонии Украины, Харьковском национальном академичном театре оперы и балета имени М. Лысенко и в других концертных залах Украины.
Композитор находился в постоянном творческом поиске, имел собственные наработки в области мелодических и гармонических ладовых средств, что в значительной степени и создавало его индивидуальный стиль.
До последних дней Владимир Птушкин продолжал успешную творческую и педагогическую деятельность. Он возглавлял работу кафедры композиции в Харьковском национальном университете искусств имени И. П. Котляревского.

## Статьи в периодических изданиях
- Анничев А. Три камня — три беды // Время. — 2003. — декабрь.
- Творческий вечер // Вечерний Харьков. — 2003. — 6 мая.
- Исповедь Владимира Птушкина // Время. — 2003. — 24 мая.
- Национальная премьера // Панонрама. — 2002. — № 18, май. — С. 16.
- Чигрин В. Стали победителями на родине Лысенко // Панорама. — 2002. — № 4, апрель. — С. 14.
- В ХАТОБе премьера // Слобода. — 2002. — 30 апреля.
- Величко Ю. «Украинский реквием» — первое исполнение, первое впечатление // Панорама. — 2002. — № 19, май. — С. 11.
- Сикорская И. В расцвете таланта и творческой зрелости. Композитору В. Птушкіну — 50 // Вечерний Киев. — 1999. — 25 февраля.
- Маличенко Н. Юбилей харьковского художника // Вечерний Киев. — 1999. — 10 февраля.
- Сикорский Н. Композитор — и этим сказано все // Киевский вест ник. — 1998. — 16 июля.
- Логачева Г. Что за музыка, диво-дивное // Вечерний Харьков. — 1998. — 12 декабря.
- Музыка и рампа // Вечерний Харьков. — 1996. — 26 марта.
- Рахлина М. Светлой памяти Бориса Чичибабина // Время. — 1996. — 14 декабря.
- Винградова Т. Узнать музыку «изнутри» // Панорама. — 1995. — № 45, ноябрь. — С. 7.
- Фокусник В. «Живая Музыка» // Украинская музыкальная газета. — 2008. — № 2. — С. 2.
- Композитор, который пестует таланты // Новая демократия. — 2008. — 1 февраля (№ 5). — С. 13.
- Шкет А. Виват, «Ассамблеи»! // Время. — 2007. — 13 октября. — С. 4.
- Седунова Е. Вечер памяти Марка Энтина // Харьковские известия. — 2007. — 10 мая. — С. 9.
- Анничев А. «Талант творцов, восславивших свой огород, признанным увенчан харьковчан» // Время. — 2007. — 20 апреля. — С. 1.
- Алейникова-Сокол Т. В честь знаменитого одессита // Музыка. — 2007. — № 2. -

## Музыкальные произведения В. Птушкина
- Сочинения: для симфонического оркестра — Скерцино (1967), «Приветственная увертюра» (1978), Симфония «Камерная» на стихи Ю. Левитанского для баритона, флейты, валторны, струнных, фортепиано и ударных (1980), Концерт (1992), Варіаціі для симфонического оркестра и детского (женского) хора «Посвящение Перселу» (2000),
- Сценические сочинения — "опера-действо «Чуда чудные», либретто М. Энтина по сказкам А. С. Пушкина (1988, постановка 1992 — Днепропетровский оперный театр), мюзиклы: «Большой малыш Гулливер», либретто М. Энтина по Дж. Свифту (1982), «Солдат и Настенька», либретто Б. Бреєва и Ю. Проданова (1980), «Приключения Бартеши», либретто Б. Утенкова и А. Филатова (1983), музыкальные сказки: «деревянный король» либретто В. Зимина (1986), «У Лукоморья дуб зелёный…», либретто М. Энтина по сказкам А. С. Пушкина (1983)
- Вокальные циклы — «Дорога» на стихи Г. Аполінера (1971), «Четыре украинские народные песни» (1971) //Романсы украинских советских композиторов. — К.: Муз. Украина, 1972, вып. 2, «Забавные картинки» на стихи французских поэтов (1983), «Полночные песни» на стихи Г. Ахматовой (1986), «Четыре стихотворения В. Маяковского» (1970), «Верую» на стихи С. Сапеляка (1993), «Ночная музыка» на стихи Н. Ленау (1995), «Счастливые мои письма…» (И. Мазепа к Матроне Кочубеевне) (1998), «В вечерней тишине» на стихи А. Романовского (2003);
- Музыка к драматическим спектаклям — «Последние дни» Н. Булгакова (1974), «Макбет» В. Шекспира (1986), «Последнее лето» К. Симонова (1977), «Предел возможного» И. Герасимова, «Две стрелы» В. Володина, «Шутники» А. Островского (1985), «Санитарный день» В. Коломийца (1983), «Тебе, до востребования» М. Энтина (1986), «Загадка дома Вернье» А. Кристи (1992), «Последняя жертва» В. Островского (1999), «Хитроумная влюбленная» Лопе де Вега (1999), «Мещанин-дворянин» Ж. Мольера (1998), «Королевские игры» Г. Горина (1998), «Виндзорские насмешницы» В. Шекспира (2000), «Блаженный остров» Н.Кулиша (2002), «Тиль» Г. Горина (1998), «Доходное место» А. Островского (2007) и другие (около 40);
- Фондовые записи Украинского Национального радио — Концерт для виолончели с оркестром № 2, кантаты «Весенние пасторали», «Salve regina», соната для скрипки и фортепиано, соната для альта и фортепиано (памяти Д. Клебанова), вокальные циклы: «Полночные песни» на стихи А. Ахматовой, «Верую» на стихи С. Сапеляка, «Четыре украинских песни», камерная кантата на стихи Данте «Во имя Госпожи Любви», песни: «В наших сердцах мы закаляем сталь», «Серебряная лодка», «Под музыку ветра», «Кот на мельнице», «Интродукция и токката» для фортепиано.